# Abri (wachthuisje)
Een abri (klemtoon op de tweede lettergreep) of wachthuisje is een kleine, niet afgesloten wachtruimte die beschutting biedt tegen weer en wind. Abri's zijn vooral te vinden in het openbaar vervoer, zoals bij een bushalte, een tramhalte, op een busstation of spoorwegstation. Een abri bij een bus- of tramhalte wordt vaak een bushokje of een tramhokje genoemd. 
Niet elke halte(zijde) heeft een abri. Bij een halte die voornamelijk door uitstappende passagiers wordt gebruikt is een abri niet erg zinvol.
Oorspronkelijk was de abri voorzien van deuren, in tegenstelling tot de 'schuilplaats', die open was.

## Etymologie
Het woord abri is ontleend aan het Frans en komt van het werkwoord abriter hetgeen beschutten betekent. In het Latijn betekende aprīcārī warm houden. 

## Abri's in het openbaar vervoer
In de abri kan een zitmogelijkheid zijn aangebracht in de vorm van een of meer krukjes, een bankje of een zitrand. Ook is er vaak een (digitale) vertrekstaat met de bus- of treintijden, soms vergezeld van een lijnennetkaart. Kaartverkoop is er niet altijd te vinden, maar vindt soms plaats via kaartautomaten. Op diverse tramhaltes is dat het geval, maar ook bij een handjevol bushaltes in Almere staan verkoopautomaten. In de steden is op veel abri's de haltenaam duidelijk aangebracht. Buiten de steden, op het platteland, is dit veel minder het geval (de haltenaam staat slechts op de haltepaal). Waren abri's vroeger vooral van steen of hout met relatief weinig glas, en later beton, de nog latere ontwerpen bestaan voornamelijk uit staal en glas. Ze zijn mede daardoor vandalismegevoelig, al is een groeiend aantal voorzien van veiligheidsglas. Er zijn nog steeds houten abri's in veel landen, en ook in Nederland komen ze nog voor; zelfs nieuwe. In de jaren 1960 verschenen op vele stations en tram of bushaltes abri's van sierbeton.
Een ingenieur van Publieke Werken in Amsterdam ontwierp tegen 1960 een eenvoudige abri die door het plaatselijke metaalbewerkingsbedrijf Eland-Brandt werden gemaakt. Na 1987 werden deze abri's vervangen door nieuwe abri's met veel glas en reclame van JCDecaux.
Er is meestal verlichting, er staat een afvalbak en er is een verlicht reclamebord gemonteerd. De reclame-inkomsten moeten de exploitatiekosten compenseren. De reclameborden hebben een standaardmaat (1185 × 1750 mm) en worden ook wel mupi's genoemd. In sommige gevallen is er een bewakingscamera. Regelmatige reiniging moet de kans op vernieling verkleinen. Prompte reparatie na beschadiging is onderdeel van de exploitatievergunning. Een abri bedoeld voor trams staat soms op een vluchtheuvel tussen de tramsporen in, een bushokje in incidentele gevallen ook.

## Andere toepassingen
Abri's worden ook op andere plekken gebruikt:
- Sinds de strengere regelgeving omtrent roken zijn meerdere bedrijven en instanties een nieuwe toepassing van de abri gaan gebruiken, namelijk de rokersabri.
- Ook in de prostitutie wordt of werd op bepaalde afwerkplaatsen soms gebruik gemaakt van een abri.[4]
- Bij voetbalvelden worden abri's soms gebruikt als dug-out.

## Historische abri's
Bij het Haags Openbaar Vervoer Museum is een originele houten abri van de Wassenaarse tram. In het openluchtmuseum Arnhem zijn replica's, o.a. uit Arnhem. Te Gorssel is nog een wachthuis/tramstation uit 1926 in chalet-stijl te zien.